# Altiplà de Donets
|  | Aquest article tracta sobre l'antiplà situat a Ucraïna i a Rússia. Vegeu-ne altres significats a «Donetsk (desambiguació)». |

L'altiplà de Donets (en ucraïnès: Донецький кряж), o les muntanyes Donetski, és un conjunt de turons i d'altiplans de l'est d'Ucraïna i de la província russa de Rostov. Està envoltat al nord i a l'est pel Donets, al sud per la mar d'Azov i a l'oest pel Dnièper.
L'antiplà inclou una gran conca de carbó, el Donbàs, així com diverses grans ciutats d'Ucraïna com ara Donetsk, Dniprò o Luhansk.